# Museum on the Mound
Museum on the Mound er et museum i Edinburgh, Skotland, der fokuserer på penge, mønter og økonomi. Det ligger i Bank of Scotlands tidligere hovedbygning (banken har været en del af HBOS og senere Lloyds Banking Group) på The Mound. Museet har mere end 50.000 besøgende om året.

## Galleri
- Indgang
- 1 mio. pund
- Skotske mønster
- George Pinckard grundlægger og formand for Clerical Medical